# Ana Luísa Amaral
Ana Luísa Amaral (Lisboa, 5 de abril de 1956 – Porto, 5 de agosto de 2022) foi uma poetisa portuguesa, tradutora e professora de Literatura e Cultura Inglesa e Americana na Faculdade de Letras da Universidade do Porto.

## Biografia
Ana Luísa Amaral  nasceu em Lisboa no dia 5 de Abril de 1956 e vivia, desde os nove anos, em Leça da Palmeira. Tinha um doutoramento sobre a poesia de Emily Dickinson e as suas áreas de investigação eram Poéticas Comparadas, Estudos Feministas e Estudos Queer. Era Professora Associada da Faculdade de Letras da Universidade do Porto, onde integrava também a direcção do Instituto de Literatura Comparada Margarida Losa. Tinha publicações académicas várias em Portugal e no estrangeiro.
Foi autora, com Ana Gabriela Macedo, do Dicionário de Crítica Feminista (Porto: Afrontamento, 2005) e preparou a edição anotada de Novas Cartas Portuguesas (1972), de Maria Isabel Barreno, Maria Teresa Horta e Maria Velho da Costa (Lisboa: Dom Quixote, 2010).
Organizou, com Marinela Freitas, os livros Novas Cartas Portuguesas 40 Anos Depois (Dom Quixote, 2014) e New Portuguese Letters to the World (Peter Lang, 2015). Coordenou o projecto internacional financiado pela FCT Novas Cartas Portuguesas 40 anos depois, que envolveu 13 equipas internacionais e mais de 15 países.
Tinha feito leituras dos seus poemas em vários países, como Brasil, França, Estados Unidos da América, Alemanha, Irlanda, Espanha, Rússia, Roménia, Polónia, Suécia, Holanda, China, México, Itália, Colômbia e Argentina.
Em torno dos seus livros de poesia e infantis foram levados à cena espectáculos de teatro e leituras encenadas (como O olhar diagonal das coisas, A história da Aranha Leopoldina, Próspero morreu ou Amor aos Pedaços).
Obteve diversas distinções, como a Medalha de Ouro da Câmara Municipal de Matosinhos e a Medalha de Ouro da Câmara Municipal do Porto, por serviços à Literatura, ou a Medaille de la Ville de Paris, e diversos prémios, entre os quais o Prémio Literário Correntes d’Escritas, o Premio di Poesia Giuseppe Acerbi, o Grande Prémio de Poesia da Associação Portuguesa de Escritores, o Prémio António Gedeão, o Prémio Internazionale Fondazione Roma, Ritratti di Poesia, o Prémio PEN, de Ficção, o Prémio de Ensaio Jacinto do Prado Coelho, da Associação Portuguesa de Críticos Literários, o Prémio Literário Guerra Juntqueiro, o Prémio Leteo (Espanha), o Prémio de Melhor Livro do Ano dos Livreiros de Madrid, o Prémio Vergílio Ferreira, o Prémio Literário Francisco Sá de Miranda, ou o Prémio Rainha Sofia de Poesia Ibero-Americana.
Os seus livros de poesia estão editados em vários países como Estados Unidos da América, França, Brasil, Suécia, Holanda, Venezuela, Itália, Colômbia, México, Reino Unido e na Alemanha. 
Em 2021, saiu no Reino Unido um livro de ensaios sobre a sua obra, pela Peter Lang Publishing, com o título The Most Perfect Excess: The Works of Ana Luísa Amaral (org. Claire Williams).
Tinha um programa de rádio, com Luís Caetano, na Antena 2, chamado O Som que os Versos Fazem ao Abrir.
A 1 de abril de 2022, foi agraciada com o grau de Comendador da Ordem Militar de Sant'Iago da Espada. As insígnias foram apenas entregues a 6 de agosto de 2022, a título póstumo, à filha de Ana Luísa Amaral.
Durante a sua vida colecionou milhares de livros (mais de quatro mil exemplares), sobre os mais variados temas. Atualmente a sua biblioteca pessoal encontra-se disponível para consulta na Casa dos Livros - Centro de Estudos da Cultura em Portugal da Universidade do Porto (Rua do Campo Alegre 1055, 4150-181 Porto) e poderá ser consultada em qualquer dia útil, das 14h30 às 18h.
Morreu em 5 de agosto de 2022, aos 66 anos.

## Obras
Foi autora dos livros:

### Livros de poesia
- Minha senhora de quê, Fora do Texto, 1990; reed., Quetzal, 1999
- Coisas de partir, Fora do Texto, 1993; reed., Gótica, 2001
- Epopeias, Fora do Texto, 1994
- E muitos os caminhos, Poetas de Letras, 1995
- Às vezes o paraíso, Quetzal, 1998; reed. 2000.
- Imagens, Campo das Letras, 2000
- Imagias, Gótica, 2002
- A arte de ser tigre, Gótica, 2003
- Poesia Reunida 1990-2005, Quasi, 2005
- A génese do amor, Campo das Letras, 2005; 2ª edição, 2006
- Entre dois rios e outras noites, Campo das Letras, 2008
- Se fosse um intervalo, Dom Quixote, 2009
- Inversos, Poesia 1990-2010, Dom Quixote, 2010
- Vozes, Dom Quixote, 2011; 2ª edição, 2012; 3ª edição, 2015
- Escuro, Assírio & Alvim, 2014
- E Todavia, Assírio & Alvim, 2015
- What's in a name, Assírio & Alvim, 2017
- Ágora, Assírio & Alvim, 2019
- Mundo, Assírio & Alvim, 2021 (no prelo)

### Ensaio
- Arder a Palavra e outros incêndios, Relógio D'Água, 2018

### Teatro
- Próspero Morreu (poema em acto), Caminho, 2011

### Ficção
- Ara, Sextante, 2013; 2ª edição, 2014

### Literatura Infantil
- Gaspar, o Dedo Diferente e Outras Histórias, (ilust. Elsa Navarro), Campo das Letras, 1999
- A História da Aranha Leopoldina, (ilust. Elsa Navarro), Campo das Letras, 2000
- A Relíquia, a partir do romance de Eça de Queirós, Quasi, 2008
- Auto de Mofina Mendes, a partir da peça de Gil Vicente, (ilust. Helena Simas), Quasi, 2008
- A História da Aranha Leopoldina, (ilust. Raquel Pinheiro), Civilização, Porto, 2010 (ed. revista e aumentada, com CD. Música de Clara Ghimel, arranjos de Nuno Aragão, Cantado por Rosa Quiroga, Nuno Aragão e Sissa Afonso)
- Gaspar, o Dedo Diferente, (ilust. Abigail Ascenso), Civilização, 2011 (ed. revista)
- A Tempestade, (ilust. Marta Madureira), Quidnovi 2011 - Plano Nacional de Leitura
- Como Tu, (ilust. Elsa Navarro), Quidnovi, 2012 (música de António Pinho Vargas, piano por Álvaro Teixeira Lopes, vozes de Pedro Lamares, Rute Pimenta e Ana Luísa Amaral - Plano Nacional de Leitura
- Lengalenga de Lena, a Hiena, (ilust. Jaime Ferraz), Zero a Oito, 2019
- A História da Aranha Leopoldina, (ilust. Jaime Ferraz), Zero a Oito, 2019
- Gaspar, o Dedo Diferente, (ilust. Chico Bolila), Zero a Oito, 2019
- Como Tu, (ilust. Alberto Faria), Zero a Oito, 2020

### Traduções[13]
- Xanana Gusmão, Mar Meu/My Sea of Timor, co-trad. Kristy Sword (Granito, 1998)
- Eunice de Souza, Poemas Escolhidos (Cotovia, 2001)
- John Updike, Ponto Último e Outros Poemas  (Civilização, 2009)
- Emily Dickinson, Cem Poemas (Relógio D'Água, 2010)
- Emily Dickinson, Duzentos Poemas (Relógio d’Água, 2015)
- Patricia Highsmith, Carol (Relógio d'Água, 2015)
- William Shakespeare, 31 Sonetos (Relógio d'Água, 2015)
- Mário de Sá-Carneiro, Seven Songs of Decline and Other Poems, co-trad. Margaret Jull Costa, ed. Ricardo Vasconcelos (Francis Boutle Publishers, 2020)
- Louise Glück, A Íris Selvagem (Relógio d'Água, 2020)
- Arnold Wesker, Primavera Selvagem (Edições Humus, 2020)
- Louise Glück, Vita Nova (Relógio d'Água, 2021)
- Emily Dickinson, Herbarium (Relógio d'Água, no prelo)
- Margaret Atwood, Políticas de Poder (Relógio d'Água, no prelo)

## Livros de Ana Luísa Amaral traduzidos no estrangeiro
Estados Unidos da América
- The Art of Being a Tiger. Selected Poems, trad. Margaret Jull Costa, Tagus Press, 2018
- What's in a name?, trad. Margaret Jull Costa, New Directions, 2019

Alemanha
- Was ist ein Name, trad. Michael Kegler & Piero Salabe, Hanser Verlag, Munchen, 2021

### Brasil
- A gênese do amor, Gryphus, Rio de Janeiro, 2008
- Vozes, Iluminuras, São Paulo, 2013
- Escuro, Iluminuras, São Paulo, 2015
- Ara, Iluminuras, São Paulo, 2016
- Luzes, Iluminuras, São Paulo, 2021 (no prelo)

### Colômbia
- Entre otras noches, Antologia Poética, trad. Lauren Mendinueta, Taller de Edición-Rocca, Bogotá, 2013
- Como Tu,  trad. Lauren Mendinueta, Taller de Edición-Rocca, Bogotá, 2014
- Qué Hay en un Nombre, trad. Pedro Rapoula, Puro Pássaro, Bogotá, 2020

Eslovénia
- What’s in a Name, trad. Barbara Juršič, Beletrina, Lubiana, 2021 (no prelo).

### Espanha
- Oscuro, trad. Luis Maria Marino, Olifante, Aragon, 2015
- What's in a Name, trad. Paula Abramo, Sexto Piso, Madrid, 2020
- Mundo, trad. Paula Abramo, Sexto Piso, Madrid, 2021 (no prelo)

### França
- Images, trad. Catherine Dumas, Vallongues Éditions, 2000
- Comme Toi, trad. Catherine Dumas, Editions Theatrales, Paris, 2013
- L’Art d’être tigre, trad. Catherine Dumas, Phare du Cousseixo, Paris, 2015

### Holanda
- Wachten op Odysseus: Gedichten 1990-2011, trad. Arie Pos, uitgeverij IJZER, Utrecht, 2011

### Itália
- Poesie, trad. Livia Apa, Poesie, XVª Edizione – Portogallo, Lisbona, Instituto Camões, 2008
- La Genesi dell’Amore, trad. Piero Ceccucci, Fiorenza mia…!:, Florença, Firenze University Press, 2009
- La Scala di Giacobbe: Poesia di Ana Luísa Amaral, trad. Livia Apa, Manni Editori, Milão, 2010
- Voci,  trad. Chiara diLucca, Kolibris Edizioni, Ferrara, 2018
- What's in a Name e altri versi, trad. Livia Apa, Crocetti Editore, Milano, 2019

### México
- Oscuro, Universidad Autónoma de Nuevo Léon, Monterrey, trad. Blanca Luz Pulido, 2017

### Reino Unido
- The Art of Being a Tiger, Oxbow Press, Oxford,  trad. Margaret Jull Costa, intr. Paulo de Medeiros, 2016

### Suécia
- Mellan tva floder och andra natter, trad. Ulla Gabrielson, Diadorim, Gotemburgo, 2009
- Mitt Klärobskyra, En Antologi Poesi av Ana Luísa Amaral, trad. Ulla Gabrielson, Diadorim, Gotemburgo, 2021 (no prelo)

### Venezuela
- Ana Luisa Amaral, Antología Poética, trad. Nidia Hernandez, Monte Ávila Editores, Caracas, 2012

### Hong Kong
- Nude: a Study in Poignancy, The Chinese University of Hong Kong Press, Hong Kong, 2019

## Prémios
- Prémio Literário Casino da Póvoa/Correntes d’Escritas, com o livro A génese do amor (2007) [14]
- Prémio de Poesia Giuseppe Acerbi, Mantua, Itália, com o livro A génese do amor (2008)[15]
- Grande Prémio de Poesia da Associação Portuguesa de Escritores, com o livro Entre Dois Rios e Outras Noites (2008)[16]
- Prémio Rómulo de Carvalho/António Gedeão, 1ª edição, com o livro Vozes (2012)[17]
- Prémio PEN de Narrativa da Associação Portuguesa de Escritores, com o romance Ara (2014)[18]
- Medalha de Ouro de Mérito da Câmara Municipal de Matosinhos (2015)[19]
- Medalha de Mérito - Grau Ouro da Câmara Municipal do Porto (2016)[20]
- Premio Internazionale Fondazione Roma: Ritratti di Poesia (2018)[21]
- Prémio de Ensaio Jacinto do Prado Coelho, da Associação Portuguesa de Críticos Literários (2018), com o livro Arder a palavra e outros incêndios (2018)[22]
- Prémio Literário Guerra Junqueiro (2020)[23]
- Prémio Livro do Ano de Poesia do Grémio de Librerias de Madrid, com o livro What's in a Name (2020)[24]
- Prémio Leteo (2020) [25]
- Prémio Literário Francisco Sá de Miranda, com o livro Ágora (2021)[26]
- Prémio Virgílio Ferreira, atribuído pela Universidade de Évora (2021)[27]
- XXX Prémio Rainha Sofia de Poesia Ibero-americana (2021).[28][29][30]
- Prémio Literário Francisco de Sá de Miranda (2021) atribuído pela Câmara Municipal de Amares (Centro de Estudos Mirandinos da Biblioteca Municipal de Amares).[31]
- A Asociación de Escritoras e Escritores en Lingua Galega nomeou Ana Luísa Amaral como Escritora Galega Universal (2022).[32]
- Considerada "A Figura Eminente da Universidade do Porto" no ano lectivo 2022/2023.[33]

## Nomeações
- Finalista do Prémio Portugal Telecom, com o livro A génese do amor (2009)
- Proposta para o Prémio Reina Sofia (2013)
- Finalista do Prémio Portugal Telecom, com o livro Vozes (2014)[34]
- Finalista do Prémio Literário Casino da Povoa/Correntes d'Escritas, com o livro Ágora (2021)[35]
- Nomeada para o prémio literário em línguas românicas da Feira Internacional do Livro de Guadalajara (2021)[36]